# Idaea arenophana
Idaea arenophana är en fjärilsart som beskrevs av Edward P. Wiltshire 1966. Idaea arenophana ingår i släktet Idaea och familjen mätare. Inga underarter finns listade i Catalogue of Life.